# Protaetia scutellaris
Protaetia scutellaris är en skalbaggsart som beskrevs av Ludwig Wilhelm Schaufuss 1885. Protaetia scutellaris ingår i släktet Protaetia och familjen Cetoniidae. Inga underarter finns listade i Catalogue of Life.